# 车辆动力学
车辆动力学 （Vehicle dynamics，又称车辆动态）是指车辆方面的动力学，需要注意的是这一概念只在车辆与路面的关系中适用。车辆动力学是一门主要基于经典力学的工程学。
本文主要适用于汽车。对于单轨车辆，特别是两轮车量，请参见自行車及摩托車的動力學。

## 组成
车辆动力学的组成或者说分类包括：
- 汽车布局（Automobile layout）
- 电子稳定程序 （ESC）
- 转向（Steering）
- 悬吊系统（Suspension）
- 牵引力控制系统（Traction control system）（TCS）

### 空气动力学方面
车辆动力学的某些方面是纯空气动力学的，这包括：
- 车辆阻力系数（英语：Automobile drag coefficient）
- 车辆空气动力学（英语：Automotive aerodynamics）
- 压力中心（英语：Center of pressure (fluid mechanics)）
- 下压力
- 车辆地面效应（英语：Ground effect in cars）

### 几何学方面
车辆动力学的某些方面是纯几何学的，这包括：
- 阿克曼转向几何
- 轮距（英语：Axle track）
- 外倾角
- 后倾角
- 离地高度（英语：Ride height）
- 侧倾中心（英语：Roll center）
- 主销偏移距（英语：Scrub radius）
- 传动比（英语：Steering ratio）
- Toe（英语：Toe (automotive)）
- 轴距

### 质量方面
车辆动力学的某些方面完全是由质量及其分布引起的，这包括：
- 重心
- 转动惯量
- 侧倾力矩（英语：Roll moment）
- 簧上质量（英语：Sprung mass）
- 簧下质量
- 重量分布（英语：Weight distribution）

### 动力学方面
车辆动力学的某些方面是纯分析动力学的，这包括：
- 底盘屈曲（英语：Body flex）
- 车体侧倾（英语：Body roll）
- 起伏转向（英语：Bump Steer）
- Bundorf分析（英语：Bundorf analysis）
- 方向稳定性（英语：Directional stability）
- 临界转向（转向不足与转向过度）
- 噪声与振动（英语：Noise, vibration, and harshness）
- Pitch（英语：Flight dynamics (aircraft)）
- 乘坐品质（英语：Ride quality）
- Roll
- 高速晃动（英语：Speed wobble）
- 油门切换转向过度（英语：lift-off oversteer）和摆尾行驶（英语：fishtailing）
- 重量和载荷转移（英语：Weight transfer）
- 横摆（英语：Yaw (rotation)）

### 轮胎方面
车辆动力学的某些方面完全是由轮胎引起的，这包括：
- 外倾推力（英语：Camber thrust）
- 牵引圆
- 接地印迹（英语：Contact patch）
- 转弯力（英语：Cornering force）
- 接地压力（英语：Ground pressure）
- 帕塞卡魔术公式（英语：Pacejka#The Pacejka .22Magic Formula.22 tire models）
- 拖距（英语：Pneumatic trail）
- 径向力波动（英语：Radial Force Variation）
- 弛滞长度（英语：Relaxation length）
- 滚动阻力
- 回正力矩（英语：Self aligning torque）
- 偏滑角
- 偏滑（英语：Slip (vehicle dynamics)）
- 转向率（英语：Steering ratio#Alternate definition）
- 载荷敏感性（英语：Tire load sensitivity）

### 道路方面
车辆动力学的某些方面可以直接归因于道路。

## 驾驶技术
- 点刹（Cadence braking）
- 极限制动（Threshold braking）
- 两脚离合（Double declutching）
- 甩尾（Drifting）
- 手刹过弯（Handbrake turn）
- 跟趾动作（Heel-and-Toe）
- 左脚刹车（Left-foot braking）
- 反向锁定（Opposite lock）